# کیسمت
 Kismet یک ابزار تجزیه و تحلیل شبکه WIFI است. شناسایی شبکه بی‌سیم ۸۰۲٫۱۱ لایه ۲، سیستم شاسایی و نفوذ به شبکه است. این کار با هر کارت بی‌سیم که از حالت نظارت (rfmon) پشتیبانی کند، کار می‌کند و می‌تواند باعث ترافیک 802.11a / b / g / n شود. این ابزار شبکه‌ها را با جمع‌آوری بسته‌ها و همچنین شبکه‌های پنهان مشخص می‌کند.